# Igreja Matriz Nossa Senhora da Conceição das Carrancas

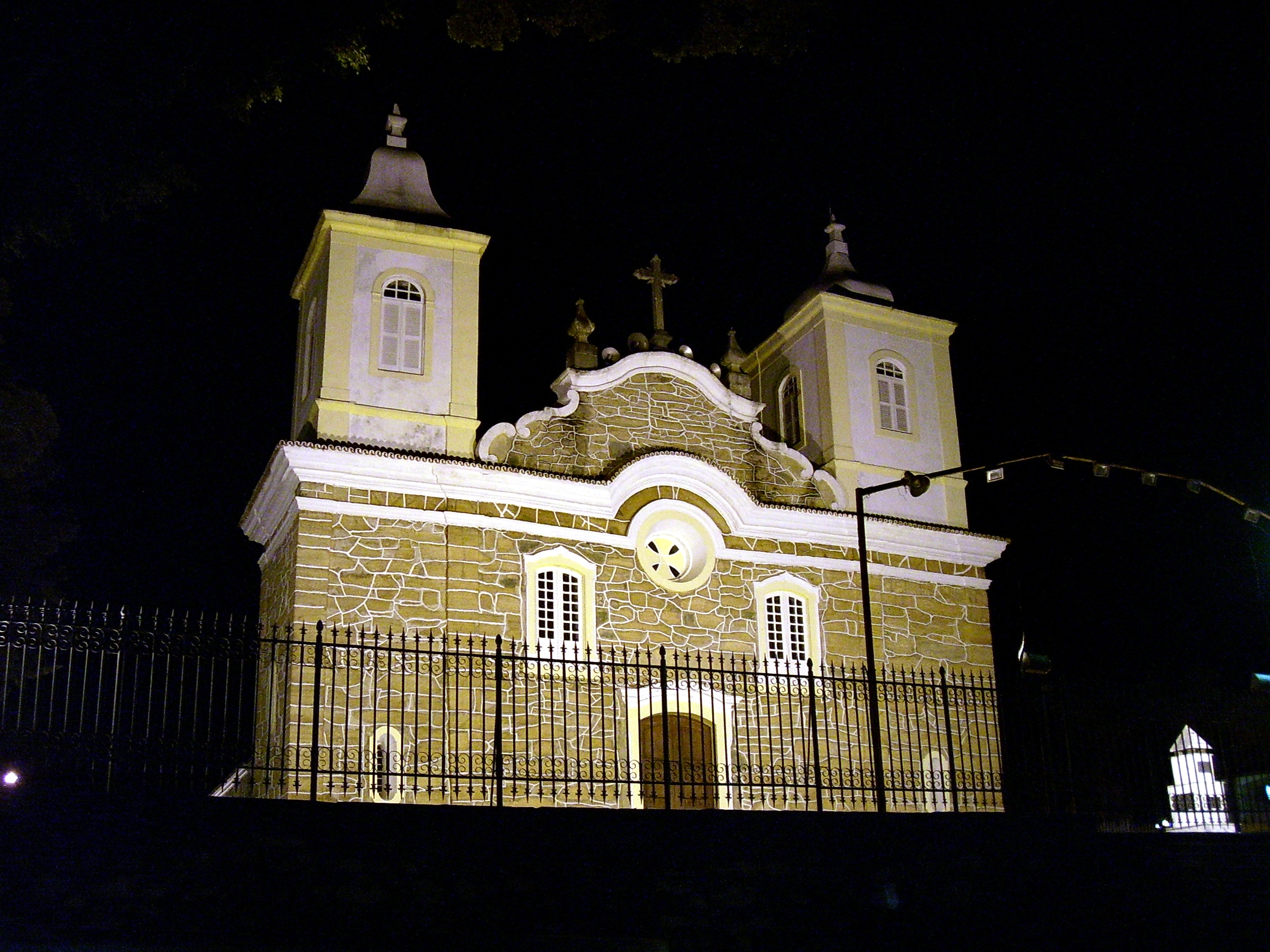
Igreja Matriz de Carrancas a noite.

A Igreja Matriz Nossa Senhora da Conceição das Carrancas foi construída por escravos na primeira metade do século XVIII, a partir de 1721, com blocos de quartzito que chegam a pesar até uma tonelada.
A pintura do teto da capela mor é atribuída ao Mestre Joaquim José da Natividade.